# Novitiate
Pour les articles homonymes, voir Noviciat et Noviciat (homonymie).
Pour plus de détails, voir Fiche technique et Distribution.
Novitiate (littéralement : Noviciat) est un film dramatique américain écrit et réalisé par Margaret Betts et sorti en 2017 au festival du film de Sundance.

## Synopsis
Une jeune femme commence à remettre en question sa foi alors qu'elle est au noviciat afin de devenir nonne.

## Fiche technique
- Dates de sortie :
  -  États-Unis : 20 janvier 2017 (festival du film de Sundance)

## Distribution
- Dianna Agron : sœur Mary Grace
- Morgan Saylor : sœur Evelyn
- Margaret Qualley : sœur Cathleen
- Denis O'Hare : l'archevêque McCarthy
- Melissa Leo : la mère supérieure
- Liana Liberato : sœur Emily
- Julianne Nicholson : Nora Harris
- Maddie Hasson : sœur Sissy
- Chris Zylka : Chuck Harris
- Eline Powell : sœur Candace
- Ashley Bell : sœur Margaret
- Rebecca Dayan : sœur Emanuel
- Marco St. John : père Luca
- Kamryn Boyd : Blessed Sorrows Student
- Chelsea Lopez : sœur Charlotte
- Lucie Carroll : Professed Nun
- Joseph Wilson : Churchgoer
- Jordan Price : Blessed Sorrows Student
- Darla Pelton-Perez : Parent (comme Carlee James)
- Marshall Chapman : sœur Louisa

## Musique
La musique du film est signée par Christopher Stark. Elle comprend également plusieurs extraits d’œuvres classiques :  
- Requiem (« Pie Jesu », « In Paradisum ») de Gabriel Fauré
- Spiegel im Spiegel (Arvo Pärt)
- Elegy (Edward Elgar)
- The Lamb (John Tavener)
- We hymn Thee (Sergueï Rachmaninov)
- Chant spirituel (Johannes Brahms)